# Car'a'carn
Car'a'carn is de Aielnaam door het Hoofd Der hoofden, de leider van alle Aiel in Robert Jordans boekenserie het Rad des Tijds. Dit kan maar één persoon zijn, en dat is Rhand Altor, want alleen hij voldoet aan deze Aielvoorspellingen: 
"Hij zal zijn van het bloed maar door het oeroude bloed opgevoed,
Hij zal de Aiel samenbrengen, redden en ook vernietigen,
Hij zal als een zweep zijn en de Aiel tarten,
Maar uiteindelijk zullen de Aiel door hem in vrede leven"
Of aan deze voorspellingen uit "Voorspellingen van de Draak":
"Tweemaal en tweemaal wordt hij getekend,
Eenmaal de reiger,om tweemaal te leven,
Tweemaal de reiger,om tweemaal te sterven,
Eenmaal de Draak, als herinnering aan weleer,
Tweemaal de Draak, als prijs voor de wederkeer"
Dit laatste slaat op de tekens die Rhand Altor op zijn armen heeft: op beide handpalmen staat een reigerteken afgebeeld, en om zijn onderarmen kronkelen zich kleurige draken. Als zijn linkerhand wordt vernietigd door de verzaker Semirhage, vormt de Draak zich opnieuw over de geheelde huidstomp waar de hand had moeten zitten.
Hij die komt met de dageraad is een andere naam van de voor de Car'a'carn. Deze naam is afgeleid van een voorspelling dat degene die precies bij dageraad uit Rhuidean komt, de enige echte car'a'carn zal zijn.